# قصاب‌سانان
قصاب‌سانان (نام علمی: Laniatores) نام یک زیرراسته از راسته عنکبوت‌های خرمن است.